# Vișani
Vișani est une commune roumaine située dans le județ de Brăila.

## Démographie
En 2021, la population était de 2 145 habitants.